# ديفيد بوشامب
ديفيد بوشامب (بالإنجليزية: David Beauchamp)‏ هو مهندس مدني ومهندس نيوزيلندي، ولد في 1936 في أوكلاند في نيوزيلندا.